# Scorpaena elachys
Scorpaena elachys är en fiskart som beskrevs av Eschmeyer, 1965. Scorpaena elachys ingår i släktet Scorpaena och familjen Scorpaenidae. Inga underarter finns listade i Catalogue of Life.